# Horacio Agulla

a Compétitions nationales et continentales officielles uniquement.

b Matchs officiels uniquement.
Dernière mise à jour le 25 avril 2020.
Horacio Agulla, né le 22 octobre 1984 à Buenos Aires, est un joueur argentin de rugby à XV, évoluant au poste d'ailier. Il compte 63 sélections nationales en équipe d'Argentine.
Son frère cadet, Belisario Agulla, est également un joueur international argentin de rugby à XV.

## Biographie
Agulla a été atteint durant son enfance de la maladie de Legg-Calve-Perthes. Il doit porter une semelle spéciale pour compenser les 3 centimètres en moins de sa jambe droite par rapport à sa jambe gauche. 
Arrivé en cours de saison 2007-2008 à l'US Dax, il a signé à Brive pour la saison 2008-2009.
Il signe à Leicester pour la saison 2010-2011.
Le 16 juin 2016, effectue son retour en France en signant avec le Castres olympique.
En mai 2017, il est sélectionné dans le groupe des Barbarians par Vern Cotter pour affronter l'Angleterre, le 28 mai à Twickenham puis l'Ulster à Belfast le 1er juin. Remplaçant lors du premier match, les Baa-Baas Britanniques s'inclinent finalement 28 à 14 face aux Anglais. Titulaire en Irlande, il marque une transformation et les Baa-Baas parviennent à s'imposer 43 à 28.

## Carrière

### En club
- 2002-2007 : Hindú Club
- 2007-2008 : US Dax
- 2008-2010 : CA Brive
- 2010-2012 : Leicester Tigers
- 2012-2016 : Bath
- Depuis 2016 : Castres olympique

### Au niveau international
Agulla représente l'équipe d'Argentine. Il a connu sa première cape le 3 décembre 2005 à Buenos Aires contre les Samoa.

## Palmarès
Au 31 octobre 2015, Horacio Agulla compte 63 sélections avec l'équipe d'Argentine, dont 52 en tant que titulaire, depuis son premier match disputé le 3 décembre 2005 à Buenos Aires contre les Samoa. Il inscrit 30 points, six essais.
Il participe à trois éditions de la coupe du monde, en 2007 où il obtient six sélections, contre la France, la Namibie, l'Irlande, l'Écosse, l'Afrique du Sud et de nouveau la France,  et inscrit un essai, en 2011 où il dispute cinq rencontres, face à l'Angleterre, la Roumanie, l'Écosse, la Géorgie et la Nouvelle-Zélande, et en 2015 où il joue trois matchs, face aux  Tonga, la Namibie et l'Afrique du Sud.